# Vulkathunha-Gammon-Ranges-Nationalpark
Der Vulkatunha-Gammon Ranges-Nationalpark (engl. Vulkathunha - Gammon Ranges National Park) liegt im Osten des australischen Bundesstaat South Australia, etwa 750 km nördlich von Adelaide und 110 km von Leigh Creek entfernt. Er umfasst etwa 1.280 km².

## Allgemeines
Der Nationalpark weist eine trockene, felsige Wildnis mit einem eindrucksvollen Landschaftsbild auf. Tiefe Schluchten, hoch aufragende Berge, baumbestandene Bachläufe und Süßwasserquellen prägen den Park. Die besonderen geologischen und Landschaftsverhältnisse spielten eine wichtige Rolle im Leben des Stamms der Aborigines-Stamms der Adnyamathanha, die das Gebiet schon seit langem bewohnen.

## Pflanzen und Tiere
Der Nationalpark bietet eine Lebensgrundlage für einheimische Säugetierarten, wie das Gelbfuß-Felskänguru, für endemische Fische wie die Violettgepunktete Schläfergrundel und seltene Pflanzenarten wie der Baum Acacia araneosa.

## Tourismus
Der Park kann teilweise mit Autos befahren werden. Übernachtungsmöglichkeiten sind vorhanden. Ebenfalls ist an bestimmten Stellen Camping nach vorheriger Genehmigung möglich. Hierfür sind gute Planung und Vorbereitung erforderlich, zumal der Park auch zeitweilig gesperrt sein kann.